# Ґродково-Завіше
Ґродково-Завіше (пол. Grodkowo-Zawisze) — село в Польщі, у гміні Серпць Серпецького повіту Мазовецького воєводства.
Населення — 173 особи (2011).
У 1975-1998 роках село належало до Плоцького воєводства.

## Демографія
Демографічна структура станом на 31 березня 2011 року:
|          | Загалом | Допрацездатний вік | Працездатний вік | Постпрацездатний вік |
| -------- | ------- | ------------------ | ---------------- | -------------------- |
| Чоловіки | 90      | 25                 | 56               | 9                    |
| Жінки    | 83      | 15                 | 49               | 19                   |
| Разом    | 173     | 40                 | 105              | 28                   |